# The Party (Kenのアルバム)
『The Party』（ザ・パーティー）は、日本のロックバンド・L'Arc〜en〜Cielのギタリスト、Kenの1作目のミニアルバム。2010年8月4日発売。発売元はDanger Crue Records。

## 解説
前作『IN PHYSICAL』から約1年4ヶ月ぶりとなるアルバムで、自身初となるミニアルバム。なお、本作のマスタリングは、宮本茂男（form THE MASTER）が担当している。

### 音楽性と録音作業
本作には、2009年に開催したライヴツアー「TOUR 2009 "LIVE IN PHYSICAL"」などでツアーサポートを務めていた秦野猛行（L'Arc〜en〜Cielのサポートキーボーディスト）、白田一秀（PRESENCE、GRAND SLAM）と共作した楽曲を含め、5曲が収められている。コライト中心のアルバム制作になったのは、Kenに音源化する予定のデモのストックがほとんどなく、2010年を充電期間にするつもりだった背景がある。
コライトを採り入れた今回の制作について、Kenは「今回の制作って言ってみたら自分の頭の中で自分を驚かすんじゃなくて、秦野さんや白田さんとのやりとり、その触れ合いで曲を作っていくものだったわけで。『IN PHYSICAL』は曲を作る時点ではひとりだったから、そういう感触も久しぶりで面白かったんだよね」「自分ひとりの瞬発力で作ってたとしても、その手前には自分の経験があって、そこから曲なりが出てくるじゃない？でも、共作だと、ほかの人の経験なんて知らないし、人の感覚なんてわからないところから突然出てくる」「お任せというか。音さえ良ければ何の抵抗感もないんだよね。どんな曲調でも」と述べている。
余談だが、Kenはこのアルバムを制作する少し前に、"リリースを全く想定していない楽曲の制作"を行っていたという。このことについて、Kenは音楽雑誌『WHAT's IN?』のインタビューの中で「実は『IN PHYSICAL』を作ったあとに、ちょっとデモ作りをしてた時期があったんですよ。そのときはなんか不可解なものを作りたいと思ってて」「自分が驚くように驚くようにって『IN PHYSICAL』を作って、そのあともっともっとって作曲したら不可解なものが出来てしまった（笑）。人が絶対5回で覚えられない音楽を作りたい、そういうものに向かいたいってちょっと頭でっかちになってたんだろうね」と述べている。なお、Kenは同雑誌の中で、前記の"不可解な曲"を音源化する気はないことを示唆している。

### 楽曲について
前作『IN PHYSICAL』と同様に、本作には様々なアプローチで制作された楽曲が収められている。本作の1曲目に収録された「solitary stroll」は、秦野猛行が制作したデモ音源の2曲を、Kenの意向により1曲にまとめて再構築した楽曲となっている。Kenはこの曲について「歌詞が伝わったらいいなと思いながら歌いました」と述べており、「作曲とかと一緒で、最終的に"その空気"を出すのにこの言葉が響いたほうがいいんだったら伝わるように歌いたい。"ぜひこの歌詞を聴いて"というよりは音として出てくるときの空気感がもっと伝わるように（歌いたかった）」と語っている。また、Kenはこの曲の歌詞にある＜飛行機雲が 素敵にみえるから＞というフレーズについて「飛行機雲なんて普段気にしないじゃないですか。"あ〜、飛んでるなぁ"くらいしか思わない。でもある日すごく凛々しく見えたり、きれいに感じたり。そういう瞬間ってあると思うんですよね。そういう自分の気持ち」と述べている。なお、この曲はミュージック・ビデオが制作されており、映像には自身初の演技シーンが挿入されている。そして本作の3曲目に収録された「Down」、そして4曲目に収録された「Stray」はデモを白田一秀が制作しており、Kenがそのデモをもとに構成やメロディを変更している。
本作の2曲目に収録された「Blow」は、今回のアルバムで唯一のKen単独で作曲した楽曲となっている。この曲のデモは、Kenが前述の"不可解な曲"を作ることを志向していた時期に制作されていたもので、あえてシンプルに制作してみた音源だったという。Kenはこの曲のデモ制作を振り返り「去年謎のデモを作っていたころに、もうちょっと謎じゃない曲も作ってみようと思って作った」「もうちょっとメロディあるようにしようと思って書いた」「別に録音する予定もないんで、ほっといてた」と述懐している。また、Kenはこの曲のレコーディングについて「この曲のドラムはToshi Nagai（永井利光）さんに叩いていただいて。うわ、そうくる!?みたいなカッコいいシェイクが入った、すごい素敵なドラムが録れたんですよ。あとギターは家でデモで録ったままのものが入ってるので、僕が曲を作るときの"こう弾きたいんだ""こうやって録るんだ"ってやってる、そのままが感じられるはず」と述べている。
本作の5曲目に収録された「T.P.I.T.P.」は、「solitary stroll」を制作するうえで秦野猛行が制作したデモ2曲を合体させたことにより、アルバム収録曲数が足りなくなったため、秦野が急遽制作した楽曲となっている。この曲は、1980年代のディスコ・ミュージックをイメージしてアレンジされた楽曲で、タイトルは「Take Part In The Party」を略したものとなっている。Kenはタイトルについて「ティピティピって感じが可愛い」と述べている。なお、タイトルの意味が堅苦しいという理由により、歌詞で使うフレーズに関しては「遊びっぽい雰囲気」を意識し、＜Join the party!＞に変更されている。この曲もミュージック・ビデオが制作されており、映像にはお笑いコンビのオリエンタルラジオがゲスト出演している。

### リリース形態
本作は、初回生産限定盤（CD+DVD）と通常盤（CD）の2形態で発売されている。初回生産限定盤には、本作の1曲目に収録された「solitary stroll」のミュージック・ビデオ、そしてオフショットとアルバムのレコーディングの模様を収録したDVDが付属されている。なお、「T.P.I.T.P.」のミュージック・ビデオは初回生産限定盤のDVDに収録されておらず、未だにパッケージ化されていない。

## 収録曲
| #  | タイトル            | 作詞 | 作曲          | 編曲          | 時間 |
| -- | ------------------- | ---- | ------------- | ------------- | ---- |
| 1. | 「solitary stroll」 | Ken  | Ken, 秦野猛行 | Ken           | 5:13 |
| 2. | 「Blow」            | Ken  | Ken           | Ken           | 4:37 |
| 3. | 「Down」            | Ken  | Ken, 白田一秀 | Ken           | 3:52 |
| 4. | 「Stray」           | Ken  | Ken, 白田一秀 | Ken           | 4:32 |
| 5. | 「T.P.I.T.P.」      | Ken  | 秦野猛行      | Ken, 秦野猛行 | 4:05 |

## 初回生産限定盤DVD
1. solitary stroll (Music Video)
ディレクター：山口保幸
2. Off Shot
3. Recording映像

## クレジット
| - Produced by Ken solitary stroll - Ken：Guitar, Vocal & Keyboard - 秦野猛行：Keyboard, Chorus & Guitar - TAKASHI：Bass - 永井利光：Drums Blow - Ken：Guitar, Vocal & Keyboard - TAKASHI：Bass - 永井利光：Drums Down - Ken：Guitar, Vocal & Keyboard - 白田一秀：Solo Guitar - TAKASHI：Bass - 宮脇“JOE”知史：Drums Stray - Ken：Vocal - 白田一秀：Guitar - TAKASHI：Bass - 宮脇“JOE”知史：Drums T.P.I.T.P. - Ken：Vocal - 秦野猛行：Keyboard, Chorus - 白田一秀：Guitar | [Recording Engineers] - Co-produced by 比留間整 - Recorded and Mixed by 比留間整 - Produced by 秦野猛行（#5） - Guitar and Bass Technician：Kazutaka Minemori（MASTER TONE） - Digital Editing：Shinya Kondo（prime sound studio form） - Mastered by 宮本茂男（form THE MASTER） - Director：Michiyo Kobayashi, Shigeru Imai（MAVERICK） ["solitary stroll" Music Video] - Director：山口保幸 - Producer：Keishiro Imoto（AIR NOTES） - Cast：Mariko Takahashi [Artwork etc] - Art Direction & Design：Kana Fujiwara - Photograph：Yoshimitsu Umekawa - Styling：高見佳明 - Hair & Make Up：荒木尚子（Octbre.） - Artwork Coordination：Yuko Hamasaka（MAVERICK） - Artist Management：Nobuyuki Nakanishi（MAVERICK DC GROUP）, Misa Hanada（MAVERICK） - Management Assistant：Tamaki Hirano, Ayumi Kawanishi（MAVERICK） - International Public Relations：Minori Ueda（MAVERICK） - Sales Coordination：Kazuko Abe, Yurie Sato（DANGER CRUE RECORDS） & Daitetsu Kuroki, Kazuki Shimizu（SonyMusic Distribution(Japan)Inc.） - Promotion：Yoshihiko Momose, Kazuhiro Mukai, Yoichiro Takeshita, Ryuji Kato, Akihiro Morikawa（MAVERICK） - Executive Producer：大石征裕（MAVERICK DC GROUP） - Special Thanks：Everyone who listen to my songs and everyone who loves me, Providence, YAMANO MUSIC CO.,LTD. |